# Nasinu
Nasinu es un área urbana de la isla de Viti Levu en Fiyi. Con 87.446 habitantes según el censo de 2007 es la localidad más poblada del país, por encima de la capital Suva. Es asimismo la más extensa de las localidades de Fiyi. Es la sede del equipo de fútbol Nasinu F. C.